# Salcia Landmann
Salcia Landmann (* 18. November 1911 in Żółkiew, Galizien, Österreich-Ungarn als Salcia Passweg; † 16. Mai 2002 in St. Gallen, Schweiz) war eine Schweizer Schriftstellerin, Übersetzerin und Journalistin. Sie befasste sich unter anderem mit jiddischer Literatur.

## Leben
Salcia Passweg war die Tochter des Kaufmanns Israel Passweg und dessen Frau Regina, geb. Gottesmann. 1914 übersiedelte die jüdische Familie in die Schweiz nach St. Gallen. Nach dem Besuch eines humanistischen Gymnasiums studierte Salcia Passweg an der Universität Berlin zunächst Rechtswissenschaften und dann Philosophie bei Nicolai Hartmann. Zudem studierte sie Psychologie und Kunstgeschichte sowie an den Universitäten von Paris, Zürich und Genf. Parallel erlernte sie den Beruf der Modegrafikerin. Nach 1933 setzte sie ihr Philosophiestudium an der Universität Basel bei Herman Schmalenbach fort und beendete es 1939 an der Universität Zürich mit dem Abschluss als M.A. sowie einer Dissertation über Phänomenologie und Ontologie und der Promotion zum Dr. phil. 
1939 heiratete Salcia Passweg den Philosophie-Professor Michael Landmann; 1950 kam ihr Sohn, der spätere Jurist Valentin Landmann, zur Welt. Sie war publizistisch tätig und schrieb insbesondere Über das Ostjudentum und die Selbstzerstörung des Freien Westens sowie Kochbücher. Sie war Mitglied im PEN-Club Liechtenstein.
Im Jahr 1960 erschien Salcia Landmanns erstes Buch, Der jüdische Witz, das zum Bestseller und Standardwerk reüssierte und in verschiedene Sprachen übersetzt wurde. 1978 gründete sie gemeinsam mit neunzehn Schriftstellerkollegen den Liechtensteiner P.E.N.-Club. In den 1990er Jahren veröffentlichte sie mehrfach Beiträge in den von Hans-Dietrich Sander herausgegebenen Staatsbriefen.

## Werk
Landmanns Buch Die Juden als Rasse versuchte 1967 den Begriff der Rasse als Erkenntnisinstrument zu rehabilitieren. Es wurde von Rechtsextremisten positiv aufgenommen, in der Folgezeit publizierte sie in mehreren Zeitschriften der Neuen Rechten. Mit dem Publizisten Armin Mohler war sie befreundet, der ihr bescheinigte: „Wenn alle Juden so wären wie Sie, wäre manches anders“.
Landmann verstand ihr Werk als «stilles Requiem auf die untergegangene ostjüdische Kulturwelt». Im Vorwort von Marxismus und Sauerkirschen beschrieb sie 1979, wie sich der Themenkreis ausweitete: «Meine nächsten Bücher galten demselben Themenkreis: Jiddische Sprache und Literatur, Jüdische Rasse, Koschere Küche.» Die Hinwendung zu politischen Themen erfolgte aus ihrem Bestreben, einen Beitrag zur Bewahrung des jüdischen Kulturerbes zu leisten: «Durch den intensiven Umgang mit der so brutal vernichteten Welt der Ostjuden war ich inzwischen für jede Art Bedrohung auch außerhalb des jüdischen Bereiches sensibilisiert.»
Das Buch Marxismus und Sauerkirschen war für sie ein Versuch, «diese rational schwer fassliche, möglicherweise irreparable und irreversible Selbstzerstörungstendenz im freien Teil des Abendlandes an Beispielen aus Politik, Pädagogik, Hochschulbereich, Kunst, Religion, Psychologie, Wirtschaft, Literatur und Justiz zu illustrieren».
Sie sprach neben Deutsch auch Französisch, Hebräisch, Jiddisch, Lateinisch und Griechisch. Zu ihren Übersetzungen gehören Werke von Salomon An-ski (Der Dibbuk), Itzik Manger (Das Buch vom Paradies), Isaac Bashevis Singer (Jakob der Knecht), Chajim Bloch (Chassidische Geschichten und Legenden) und Scholem Alejchem (Marienbad und Neue Anatewka-Geschichten).

## Kritik
Friedrich Torberg kritisierte Landmanns Anthologie Der jüdische Witz und warf ihr vor, antisemitische Vorurteile zu befördern. Trotz dieser Kritik wurde das Buch zum Bestseller und in verschiedenen Ausgaben und Sprachen in mehr als 800'000 Exemplaren (Stand 1979) verkauft.
Auch Jakob Hessing kritisierte Landmann, nicht analytisch zu denken, «sondern apodiktisch, sie kümmerte sich wenig um die Vorurteile, die sie bediente, und die Auswahl ihres Materials war alles andere als reflektiert».
Michael Jeismann schrieb in seinem Nachruf, dass Landmann für den jüdischen Witz keine große Zukunft mehr sehe, weil er eine religiöse Bildung voraussetze, die heute allenfalls noch die Fundamentalisten besitzen.

## Publikationen
- Phänomenologie und Ontologie. Husserl, Scheler, Heidegger. Heitz, Leipzig 1939; zugleich Dissertation.
- Der jüdische Witz. Soziologie und Sammlung. Mit einem Geleitwort von Carlo Schmid. Walter, Olten 1960; 14., überarbeitete Auflage: Patmos, Düsseldorf 2006, ISBN 3-491-45039-X.
- Jiddisch, das Abenteuer einer Sprache. Walter, Olten 1962; weitere Auflage: Ullstein, Frankfurt am Main 1992, ISBN 3-548-34994-3.
- Jüdische Witze. Ausgewählt und eingeleitet von Salcia Landmann. Walter, Olten 1962.
  - erweiterte Taschenbuchausgabe: dtv, München 2007, ISBN 978-3-423-21017-1.
- Koschere Kostproben. Rezepte aus Alt-Österreich für Feinschmecker. Müller, Rüschlikon 1964.
  - Neuausgabe als: Die koschere Küche. Heyne, München 1976, ISBN 3-453-40181-6.
  - Neuausgabe als: Bittermandel und Rosinen. Geschichten und Rezepte. Herbig, München 1984, ISBN 3-7766-1306-8.
  - Neuausgabe als: Die jüdische Küche. Rezepte und Geschichten. Kosmos, Stuttgart 2006, ISBN 3-440-10859-7.
- Gepfeffert und gesalzen. Gericht über Gerichte. Ein streitbares Kochbrevier. Walter, Olten 1965; weitere Auflage 1980.
- Jüdische Anekdoten und Sprichwörter. Jiddisch und deutsch. Ausgewählt und übertragen von Salcia Landmann. DTV, München 1965; zahlreiche Auflagen.
  - Neuausgabe als: Jüdische Anekdoten. Mit einem Nachwort von Valentin Landmann. Huber, Frauenfeld 2011, ISBN 978-3-7193-1569-6.
- Die Juden als Rasse. Das Volk unter den Völkern. Walter, Olten 1967; Neuauflage 1981.
  - Neu durchgesehene Ausgabe als: Wer sind die Juden? Geschichte und Anthropologie eines Volkes. dtv, München 1973, ISBN 3-423-00913-6.
- Jüdische Weisheit aus drei Jahrtausenden. Ausgewählt und ins Deutsche übertragen von Salcia Landmann. dtv, München 1968; Anaconda, Köln 2010, ISBN 978-3-86647-463-5.
- West-östlicher Küchen-Divan. Steingrüben, Stuttgart 1968. - Balkanküche
- Die echte polnische Küche. Steingrüben, Stuttgart 1970.
- Neues von Salcia Landmann. Jüdischer Witz. Herbig, München 1972, ISBN 3-7766-0600-2.
- Der ewige Jude. Essays. Piper, München 1974, ISBN 3-492-00397-4.
- Erzählte Bilderbogen aus Ostgalizien. Ehrenwirth, München 1975.
  - 2. Auflage als: Erinnerungen an Galizien. Limes, Wiesbaden 1983, ISBN 3-8090-2208-X.
  - Neu durchgesehene und erweiterte Ausgabe als: Mein Galizien. Das Land hinter den Karpaten. Herbig, München 1995, ISBN 3-7766-1921-X.
- Jüdische Witze. Nachlese 1960–1976. dtv, München 1977, ISBN 3-423-01281-1; mehrere Auflage.
- Marxismus und Sauerkirschen. Streitbare Zeitbetrachtung. Limes, Wiesbaden 1979, ISBN 3-8090-2154-7.
- Jugendunruhen. Ursachen und Folgen. Schweizerzeit, Flaach 1983, ISBN 3-907983-01-7.
- Frucht- und Blütensäfte. Mein Sirup-Brevier. Herbig, München 1985, ISBN 3-7766-1366-1.
- Jesus und die Juden oder die Folgen einer Verstrickung. Herbig, München 1987; Ullstein, Berlin 1996, ISBN 3-548-34597-2.
  - Aktualisierte und erweiterte Ausgabe: Ullstein, Berlin 1989, ISBN 3-548-34597-2.
- Jesus starb nicht in Kaschmir. Ohne Kreuzestod kein Christentum. Herbig, München 1996, ISBN 3-7766-1963-5.
- Als sie noch lachten. Das war der jüdische Witz. Herbig, München 1997, ISBN 3-7766-1975-9.
- Die klassischen Witze der Juden. Verschollenes und Allerneuestes. Ullstein, Berlin 1997, ISBN 3-548-24051-8.
- Wenn es bitter ist, ist es koscher. Benziger, Zürich 2001, ISBN 3-545-20214-3.
- Am Sabbat ging Moishe zum Rebbe. Benziger, Zürich 2002, ISBN 3-545-20209-7.